# Раві Шанкар (духовний лідер)

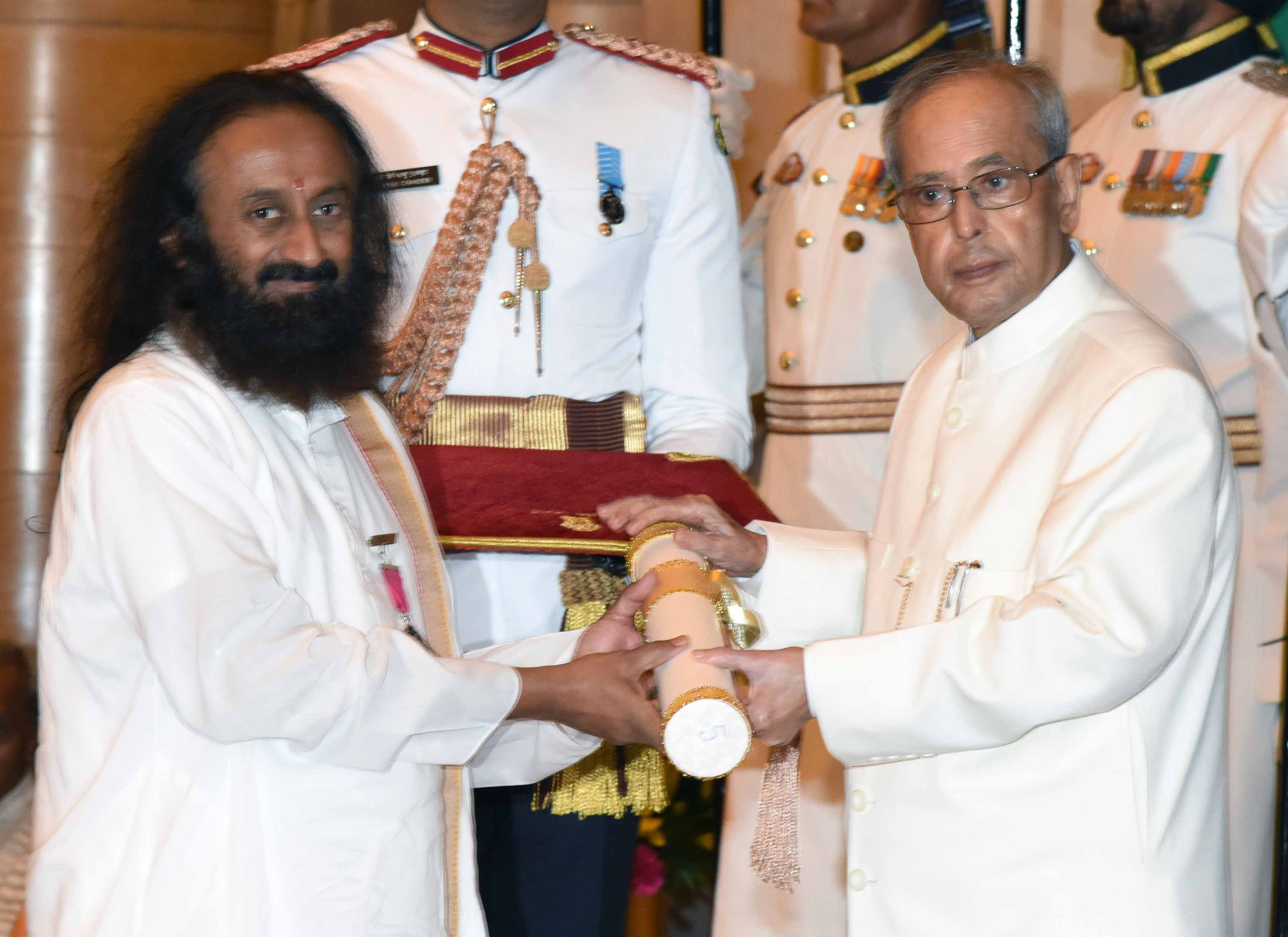
Президент Індії Пранаб Мукерджі вручає нагороду Падма Вібхушан Раві Шанкару на церемонії цивільного інвестування в Раштрапаті Бхаван, Нью-Делі, 28 березня 2016 р.

Раві Шанкар (народився 13 травня 1956 року) — міжнародний гуманітарний діяч,  гуру йоги , духовний лідер. Послідувачі та учні його часто називають « Шрі Шрі » - почесний, Гуруджі або Гурудев.  Засновник та лідер міжнародного гуманітарного фонду "Мистецтво Життя". 

## Життєвий шлях
Раві Шанкар народився в Папанасамі, Таміл Наду, у сім'ї Вішалакші та Р.С.Венката Ратнама, є братом Бхануматі Нарасимхана .  Гуруджі назвали « Раві » (загальне індійське ім’я, яке означає «сонце»), тому що він народився в неділю, і «Шанкар» на честь індуїстського святого VIII століття Аді Шанкара, чий день народження був у той самий день, що й Раві Шанкара.  Першим вчителем Раві Шанкара був Судхакар Чатурведі, індійський ведичний вчений і близький соратник Махатми Ганді .   Раві Шанкар отримав ступінь бакалавра наук у коледжі Св. Джозефа при Університеті Бенгалуру .   Після закінчення навчання Шанкар подорожував зі своїм другим учителем Махаріші Махеш Йогі , виступаючи з доповідями та організуючи конференції з ведичної науки, а також створюючи центри трансцендентальної медитації та аюрведи .  
"Приблизно з середини 1970-х років він працював  під керівництвом Махеша Йогі, засновника трансцендентальної медитації. У 1981 році Шанкар відокремився від Трансцендентальної медитації (ТМ) і заснував Фонд"Мистецтво життя» . 
У 1980-х Шанкар започаткував серію прикладних курсів з духовності та саморозвитку, зараз розповсюджених по всьому світу. Раві Шанкар стверджує, що його практика ритмічного дихання, Сударшан Крія, прийшла до нього в 1982 році, «як вірш, натхнення», після десятиденного періоду тиші на березі річки Бхадра в Шівамогзі, в штаті Карнатака, додавши: «Я навчився і почав вчити». 
У 1983 році Шанкар провів перший у Швейцарії курс «Мистецтво життя». У 1986 році він поїхав до Apple Valley, Каліфорнія, в США, щоб провести перший курс в Північній Америці . 

## Філософія і вчення

### Духовність
Шанкар вважає духовність тим, що підвищує людські цінності, такі як любов, співчуття та ентузіазм. Це не обмежується однією релігією чи культурою. Тому Раві шанкар відкритий для всіх людей. Шрі Шрі вважає, що духовний зв’язок, який ми розділяємо як члени людської сім’ї, є більш сильний, ніж національність, стать, релігія, професія чи інші ідентичності, які нас розділяють. 
За словами Гуруджі, наука і духовність пов’язані і сумісні, обидві випливають із бажання пізнання. Питання: "Хто я?" веде до духовності; питання: "Що це?" веде до науки. Наголошуючи, що радість доступна лише в теперішній момент, його заявлене бачення полягає в тому, щоб створити світ, вільний від стресу та насильства. Стверджують, що програми та курси Раві Шанкара пропонують практичні інструменти, які допоможуть досягти цього. Щрі Шрі бачить дихання як зв’язок між тілом і розумом, а також інструмент для розслаблення розуму, підкреслюючи важливість як медитації/духовної практики, так і служіння іншим. На його думку, «Істина скоріше сферична, ніж лінійна, тому вона має бути суперечливою». 

## Мир та гуманітарна діяльність

### Пакистан
Раві Шанкар відвідав Пакистан у 2004 році з місією доброї волі  і знову в 2012 році, коли він відкрив центри мистецтва життя в Ісламабаді та Карачі .  Ісламабадський центр був спалений озброєними людьми в березні 2014 року   .

### Ірак
Під час своїх візитів до Іраку на запрошення прем’єр-міністра Нурі аль-Малікі в 2007  і знову в 2008  Раві Шанкар зустрічався з політичними та релігійними лідерами з метою сприяння глобальному миру. У листопаді 2014 року Раві Шанкар відвідав табори біженців в Ербілі, Ірак. Він також провів конференцію, присвячену жахливому становищу єзидів та інших немусульман в регіоні.  

### Колумбія та FARC (Революційні збройні сили Колумбії)
У червні 2015 року Раві Шанкар зустрівся з делегаціями колумбійського уряду та FARC, які вели переговори щодо вирішення колумбійського конфлікту в Гавані . Шрі Шрі закликав лідерів FARC дотримуватися принципу Ганді - ненасильства для досягнення своїх політичних цілей і соціальної справедливості.  За його зусилля Палата представників Колумбії нагородила Раві Шанкара Орденом Демократії Симона Болівара, ступінь Лицарського Хреста. 

### Венесуела
У 2019 році Раві Шанкар зустрівся з венесуельськими лідерами з обох сторін, щоб заохочувати діалог, припинити політичний конфлікт і відновити мир і стабільність в країні.   

### Кашмір, Індія
Південноазіатський форум за мир був започаткований у листопаді 2016 року на конференції під назвою «Кашмір назад у рай» у Джамму . За словами Раві Шанкара, 90% людей у Кашмірі хочуть миру, але їм нехтують. Шрі Шрі додав: «Рішення проблеми Кашміру може прийти лише від кашмірців». Цей форум має на меті об’єднати вісім країн Південної Азії для співпраці в таких сферах, як підприємництво, розвиток навичок, культурний обмін, освітнє партнерство та розширення прав і можливостей жінок.    

### Північно-Східна Індія
68 бойовиків з 11 повстанських формувань здалися уряду в Маніпурі напередодні 71-го Дня незалежності Індії в серпні 2017 року. Головний міністр Маніпуру Н. Бірен Сінгх похвалив Раві Шанкара за його зусилля, спрямовані на те, щоб це сталося і «принести мир у проблемні райони». Організація Раві Шанкара працює в Маніпурі протягом останніх 15 років.  
У вересні 2017 року на конференції «Сила в різноманітності – Конференція корінних народів Північного Сходу» Раві Шанкар заявив, що ще 500 бойовиків чекають, щоб «скласти зброю та приєднатися до мирного процесу». У конференції взяли участь представники 67 повстанських формувань з Північного Сходу. Висловлюючи свою готовність сприяти мирному переходу будь-якої повстанської групи, яка бажає приєднатися до мейнстріму, Раві Шанкар заявив, що його організація працювала над цим протягом останніх 10–12 років і «продовжить працювати, поки не буде закладено останню зброю». .  Колишній генеральний секретар ULFA Ануп Четія, який також був організатором конференції, високо оцінив інтерес і зусилля Раві Шанкара для миру в регіоні.  

### Суперечка Айодх'я Рам Мандіра
Зусилля Раві Шанкара щодо посередництва у суперечці про Айодх'я в 2017 році отримали неоднозначну відповідь як з боку індуїстських, так і мусульманських лідерів. Виходячи з пропозиції Верховного суду Індії щодо позасудового врегулювання,  він запропонував взаємний компроміс, коли обидві громади «подарують» сусідні ділянки землі один одному. Ця пропозиція була зустрінута з великим скепсисом і опором.     
У березні 2019 року Верховний суд Індії призначив його до складу посередницького комітету з 3 членів, якому було поставлено завдання знайти вирішення справи за 8 тижнів.    У своєму остаточному вердикті Верховний суд Індії передав спірну землю в трасту для будівництва храму та альтернативну ділянку землі поблизу для будівництва мечеті. 

### Міжконфесійний діалог
Раві Шанкар бере участь у міжконфесійному діалозі і в даний час входить до Ради світових релігійних лідерів міжконфесійного інституту Іллі .  На міжконфесійних самітах у 2008 та 2010 роках Шрі Шрі залучав релігійних лідерів до колективних дій проти ВІЛ.  У липні 2013 року на зустрічі в штаб-квартирі ЮНЕЙДС у Женеві обговорювалися питання, включаючи профілактику ВІЛ, гендерне насильство та дискримінацію. 

### Програма для ув'язнених
У 1992 році Раві Шанкар розпочав тюремну програму  з метою реабілітації ув’язнених та допомоги їм у реінтеграції в суспільство, яка зараз реалізується волонтерами по всьому світу. 

## Нагороди та визнання
- Падма Вібхушан, Друга найвища цивільна нагорода Індії, січень 2016 р. [55]
- Міжнародна премія миру д-ра Нагендри Сінгха, Індія, листопад 2016 р. [56]
- Найвища нагорода Перу, «Medalla de la Integración en el Grado de Gran Oficial» (Старший офіцер) [57]
- Найвища цивільна нагорода Колумбії, «Орден Демократії Симона Болівара» [58] [59]
- Ганді, Кінг, премія Ікеда для створення громад [60]
- Найвища цивільна нагорода «Національний орден Меріто де Комунерос», Парагвай, 13 вересня 2012 [61] [62]
- Видатний громадянин парагвайського муніципалітету, 12 вересня 2012 р. [63]
- Видатний гість міста Асунсьйон, Парагвай, 12 вересня 2012 р. [63]
- Медаль Тирадентіс, найвища нагорода від штату Ріо-де-Жанейро, Бразилія, 3 вересня 2012 р. [64]
- Премія Сівананда у всьому світі, Фонд Сівананда, Південна Африка, 26 серпня 2012 р. [65]
- Премія Crans Montana Forum, Брюссель, 24 червня 2011 р. [66] [67]
- Премія «Культура в рівновазі», Всесвітній культурний форум, Дрезден, Німеччина, 10 жовтня 2009 р. [68]
- Премія Фенікса, Атланта, США, 2008 [69]
- Почесне громадянство та посол доброї волі, Х'юстон, США, 2008 [69]
- Проголошення похвали, Нью-Джерсі, США 2008 р. [70]
- Всесвітня премія миру Сант Шрі Днянешвара, Пуна, Індія, 11 січня 2007 р. [71]
- Орден Полярної зірки, Монголія, 2006 [72]
- Премія Бхарата Широмані, Нью-Делі, Індія, 2005 [73]
- Почесний доктор – Universidad Autonoma de Asunción, Парагвай, [61] Університет Буенос-Айреса, Аргентина; Кампус університету Siglo XXI, Кордова, Аргентина; Nyenrode Business University, Нідерланди; [74] Університет Gyan Vihar, Джайпур; [75] Університет Кувемпу, Індія.

У 2009 році Шанкар був названий журналом Forbes п'ятим найпотужнішим лідером Індії. 

## Раві Шанкар та Україна
Гуруджі Шрі Шрі Раві Шанкар двічі особисто відвідував Україну. 
В перший візит в травні 2012 року в Києві відбулася зустріч з численими учнями гуманітарного лідера. 
Під час другого візиту Раві Шанкара до Києва у травні 2017 року відбувся круглий стіл у стінах Верховної Ради України з лідерами держави на тему "Мир в Україні понад усе". 

### Біографія
- Bhanumathi Narasimhan (2018). Gurudev on the plateau of the peak : the life of Sri Sri Ravi Shankar. Chennai. ISBN 978-93-86850-57-7. OCLC 1091292823.